# Gorily Plzeň
Gorily Plzeň je florbalový klub sídlící v Plzni. Klub má přes 300 hráčů, kteří hrají v 16 týmech, od přípravky až po muže. Od sezóny 2024-2025 začíná rozšiřovat svoji základnu o dívčí kategorie.
Tým mužů hrál pod názvem ATT Gorily Plzeň Divizi od roku 2014, tým v sezóně 2024-2025 poprvé postoupil do Národní ligy. Domácí zápasy hraje v Doudlevcích v hale Area D.
Klub je pořadatelem mezinárodního mládežnického florbalového Turnaje Gorila.

## Tým mužů
Tým mužů se v roce 2017 probojoval do 5. kola (šestnáctifinále) Poháru Českého florbalu, kde prohrál proti superligovému týmu FBC Česká Lípa až v prodloužení.

## Historie
Klub byl založen v roce 2004 pod názvem SK Kerio Plzeň. Nejdříve v dresu Keria hráli jen muži, ale již po dvou sezónách vznikla první mládežnická kategorie. Postupně přibývaly další a v roce 2014 už bylo dětských týmů 6. Před sezónou 2016/2017 vypadlo z názvu klubu Kerio, klub se jmenoval Florbalová škola Plzeň. Název klubu byl v roce 2019 upraven na Gorily Plzeň. Jméno klubu je podle gorilích vlastností. Gorila je vyobrazena ve znaku klubu a na klubových dresech.